# Laat Honderd Bloemen Bloeien
Laat Honderd Bloemen Bloeien was de slogan van een kortstondige liberalisatiecampagne, de Honderd Bloemencampagne, in de Volksrepubliek China van 1956 tot juni 1957. Tijdens de campagne moedigden de autoriteiten kritiek aan met, naar eigen zeggen, als doel om misstanden in het bestuur te kunnen opsporen en aanpakken.

## Verloop
De campagne was een idee van Mao Zedong, hoewel naaste medewerkers als Liu Shaoqi het afraadden. Premier Zhou Enlai nam vervolgens het initiatief tot de campagne. Nadat eind 1956 al studenten demonstraties hielden (aanvankelijk slechts mondjesmaat), arbeiders staakten en boeren zich terugtrokken uit collectieve boerderijen, riep Voorzitter Mao in februari 1957 ook intellectuelen op met kritiek te komen, daarbij fouten van de Communistische Partij van China (CPC) benoemend. Het was in deze toespraak dat Mao sprak van "Laat honderd bloemen bloeien, laat honderd scholen wedijveren" (vereenvoudigd Chinees: 百花齐放，百家争鸣; traditioneel Chinees: 百花齊放，百家爭鳴; pinyin: bǎi huā qífàng, bǎi jiā zhēngmíng), afgeleid van een traditioneel Chinees gedicht. Hij stelde dat het niet erg was als critici te ver gingen, en dat alleen door "discussie, kritiek, overreding" correcte ideeën bevorderd konden worden. In de maanden daarna bleef Mao de campagne propageren.
Toen die kritiek daadwerkelijk op gang kwam was een belangrijk deel van de partijleiding, waaronder Mao, geschokt over de felheid van die kritiek, onder andere geuit via muurkranten. Niet alleen de Communistische Partij werd bekritiseerd, maar ook het communisme in het algemeen en het leiderschap van Mao zelf. 
Als gevolg hiervan ging de partij in juni 1957 onder leiding van Deng Xiaoping snel over tot vervolging van de personen – intellectuelen, studenten, boeren en arbeiders – die deze kritiek hadden durven uiten. In de hoofdstad Beijing zag Peng Zhen toe op een strenge vervolging. Het totaal aantal slachtoffers liep in de honderdduizenden, zo niet miljoenen. Historicus Frank Dikötter spreekt van een half miljoen studenten en intellectuelen die als conservatieven gebrandmerkt in afgelegen gebieden dwangarbeid moesten gaan verrichten.:33:39
Het gevolg van de campagne was dat de kloof tussen het communistische regime en de intellectuelen aanzienlijk vergroot werd. Bovendien leerden de intellectuelen dat het veiliger was om zich koest te houden en Mao te steunen. Ook zagen, volgens sinoloog Simon Leys, naaste medewerkers van Mao nu voor het eerst de Voorzitter een grote fout maken.

## Zienswijzen
De zienswijzen op de intenties van de campagne lopen uiteen. De vervolging was zo fel, dat sommigen de overtuiging zijn toegedaan dat de hele Honderd Bloemen Campagne alleen maar een valstrik is geweest om critici uit de tent te lokken en vervolgens in de kraag te grijpen. Mao had deze tactiek namelijk al eens eerder gebruikt, tijdens zijn periode in Yan'an. Hij noemde dit Lok de slangen uit hun holen. Jung Chang en Jon Halliday spreken bijvoorbeeld van "een buitengewoon doortrapt plan" om een rechtvaardiging voor een zuivering te creëren.
Frank Dikötter stelt dat Mao met de campagne had gehoopt dat "een klein aantal reactionairen en contrarevolutionairen zou worden ontdekt", om te voorkomen dat er in China een zelfde wanorde zou ontstaan als na de destalinisatie in de Sovjet-Unie en de Hongaarse Opstand.:33 Volgens Dikötter had echter ook Mao niet gerekend op zoveel kritiek, maar had hij gehoopt "dat hij van alle kanten zou worden bewierookt". Overigens stelt Dikötter ook dat gehoopt was dat door de campagne wetenschappers en intellectuelen meer geneigd zouden zijn te helpen bij de opbouw van het land. 
Volgens anderen, zoals Simon Leys, moet de campagne niet gezien worden als "een soort machiavellistische valstrik van het regime". Mao had volgens hem daadwerkelijk gehoopt dat de kritiek opbouwend zou zijn en het regime ten goede zou komen. Pas tijdens de campagne zou hij geschrokken zijn van de reacties die de campagne opriep. 